# Moacir Aparecido de Freitas
Moacir Aparecido de Freitas (ur. 22 sierpnia 1962 w Ibirá) – brazylijski duchowny katolicki, biskup Votuporangi od 2016.

## Życiorys
11 grudnia 1987 otrzymał święcenia kapłańskie i został inkardynowany do diecezji São Carlos. Pracował głównie jako duszpasterz parafialny (w latach 1993–2016 kierował parafią św. Teresy w Ibitindze), był także ojcem duchownym części teologicznej diecezjalnego seminarium (2008–2016).
20 lipca 2016 papież Franciszek mianował go biskupem diecezji Votuporanga. Sakry udzielił mu 11 października 2016 biskup Paulo César Costa.